# Les Grandes Personnes (théâtre de rue)
Pour les articles homonymes, voir Les Grandes Personnes.

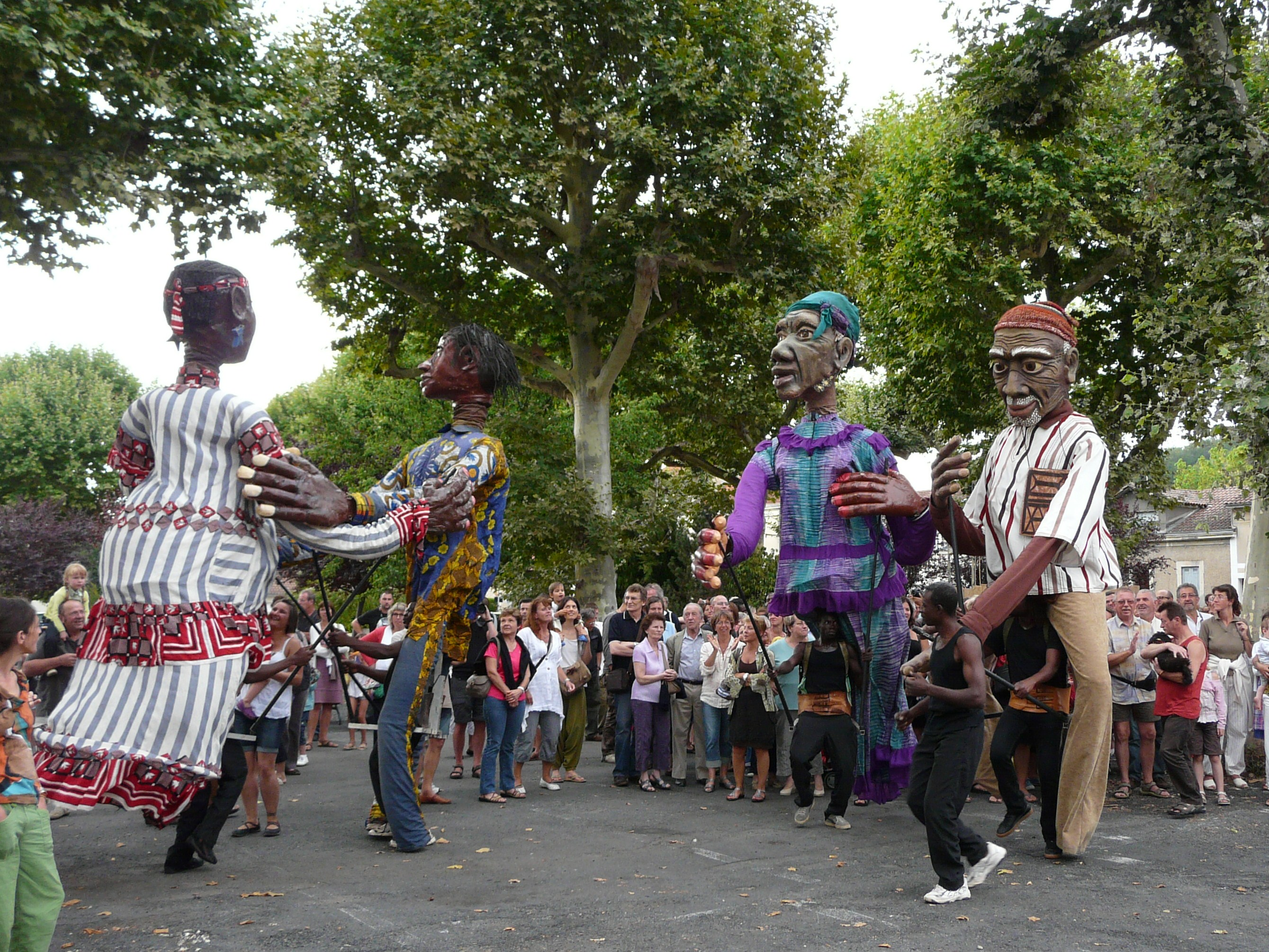
Les Grandes Personnes de Boromo lors du festival Mimos.

L'association Les Grandes Personnes est un collectif de théâtre de rue qui propose depuis 1998 des spectacles de marionnettes géantes et de théâtre d'objets en accordant un rôle important à la création plastique.

## Description
Née en 1998, dans le sillage de la Carnavalcade à Saint-Denis, la troupe des Grandes Personnes fait jouer la sculpture dans la rue. Son équipe est formée de plasticiens et de constructeurs autant que d'acteurs et manipulateurs, avec Christophe Evette à la coordination artistique.
Adepte des spectacles participatifs, le collectif a mis au point une technique pour construire des marionnettes géantes, avec papier mâché, matériaux locaux et recyclés, grâce à laquelle il a contribué à la fondation d'une vingtaine d'associations issues d'ateliers collectifs dans plusieurs pays, dont les Grandes Personnes d'Afrique – Marionnettes de Boromo, au Burkina Faso depuis 2003, ou Suenos de Mache à Valparaiso au Chili depuis 2008, le Giant Match en Afrique du Sud depuis 2010, ou Marionetas Gigantes de Moçambique, à Maputo, depuis 2012.
Installées à Aubervilliers, dans la friche artistique de proximité de la Villa Mais d'Ici, les Grandes Personnes ont créé de grands déambulatoires (Allebrilles, fête des Lumières, Lyon, 2013), de vastes décors urbains (Théranthropes, Nanterre, 2011), et des spectacles plus intimistes, comme À la corde (2008), La Ligne jaune (2012), qui raconte l'épopée de l'usine Renault de Cléon avec des santons, ou La Bascule (2014), qui retrace la dernière décennie de la peine de mort en France avec des poupées de chiffon.